# Hertha Feiler
Pour les articles homonymes, voir Feiler.
Hertha Feiler, née le 3 août 1916 à Vienne morte le 1er novembre 1970 à Munich, est une actrice autrichienne.

## Biographie
Hertha Feiler est l'épouse de l'acteur et réalisateur allemand Heinz Rühmann, dont elle a un fils — Heinzpeter — né en 1942. Elle commence sa carrière cinématographique en 1936 et joue dans Bruyant mensonge (Lauter Lügen) de Heinz Rühmann (1938), pendant le tournage duquel elle fait la connaissance de son futur mari. Elle interprète souvent de jolies femmes élégantes, mais joue moins à partir des années 1960.
Elle meurt d'un cancer et est inhumée au cimetière de Grünwald.

## Filmographie

### Cinéma
- 1937 : Liebling der Matrosen de Hans Hinrich
- 1938 : Adresse unbekannt de Karl Heinz Martin
- 1938 : Bruyant mensonge (Lauter Lügen) de Heinz Rühmann
- 1939 : La Femme aux tigres (Männer müssen so sein) d'Arthur Maria Rabenalt
- 1939 : Flucht ins Dunkel d'Arthur Maria Rabenalt
- 1939 : Maggy
- 1939 : Frau im Strom de Gerhard Lamprecht
- 1940 : Amour bruyant (Lauter Liebe) de Heinz Rühmann
- 1940 : L'habit fait le moine (Kleider machen Leute) de Helmut Käutner
- 1941 : Le Bijou magique (Hauptsache glücklich) de Theo Lingen
- 1942 : Rembrandt de Hans Steinhoff
- 1943 : Der kleine Grenzverkehr de Hans Deppe
- 1944 : Un ange qui triche (Der Engel mit dem Saitenspiel) de Heinz Rühmann
- 1945 : Sag' die Wahrheit d'Helmut Weiss
- 1947 : Quax in Afrika d'Helmut Weiss
- 1948 : Die kupferne Hochzeit de Heinz Rühmann
- 1949 : Heimliches Rendezvous de Kurt Hoffmann
- 1949 : Ich mach Dich glücklich de Sándor Szlatinay
- 1953 : Pünktchen und Anton de Thomas Engel
- 1953 : Quand refleuriront les lilas blancs (Wenn der weiße Flieder wieder blüht) de Hans Deppe
- 1954 : Dein Mund verspricht mir Liebe de Max Neufeld
- 1954 : Die schöne Müllerin de Wolfgang Liebeneiner
- 1955 : Laß die Sonne wieder scheinen d'Hubert Marischka
- 1955 : Wenn die Alpenrosen blüh’n de Richard Häussler et Hans Deppe
- 1955 : La Tante de Charley (Charleys Tante) de Hans Quest
- 1956 : Bal à l'Opéra (Opernball) d'Ernst Marischka
- 1956 : La Nuit de la Saint-Jean (Johannisnacht) de Harald Reinl
- 1956 : Solange noch die Rosen blüh'n de Hans Deppe
- 1957 : La Sainte et son fou (Die Heilige und ihr Narr) de Gustav Ucicky
- 1957 : Vienne, ville de mes rêves (Wien, du Stadt meiner Träume) de Willi Forst
- 1958 : La Muselière (en) (Der Maulkorb) de Wolfgang Staudte
- 1958 : Sag’ ja, Mutti (ou Die singenden Engel von Tirol)  d'Alfred Lehner
- 1960 : Mein Schulfreund de Robert Siodmak
- 1968 : Die Ente klingelt um halb acht de Rolf Thiele

### Télévision
- 1961 : Staatsaffairen (TV)
- 1963 : Er soll dein Herr sein (TV)